# 지혈대 검사
지혈대 검사, 토니켓 검사(tourniquet test) 또는 럼펠-리드 검사(Rumpel-Leede capillary-fragility test), 모세혈관 취약성 검사(capillary fragility test)는 모세혈관의 취약성을 확인하기 위한 검사로, 환자의 출혈 경향성을 알아내기 위한 임상 진단법이다. 모세혈관 벽의 취약성과 혈소판감소증을 평가할 수 있다.
검사를 시행하기 위해 혈압계 커프를 위팔 중간부에 두르고, 수축기 혈압과 이완기 혈압 사이 압력으로 가압한다. 압력을 가한 상태를 5분간 유지한 뒤 압력을 낮춰 2분간 유지한다. 그 후 팔오금 부위에서 직경 2.5 cm (1 제곱인치) 영역에 점상출혈이 10~20개보다 많을 시 양성 소견으로 판단 가능하다.
한때 지혈대 검사는 뎅기열 진단을 위한 세계보건기구(WHO) 알고리즘에 포함되어 있었으나, 최신 지침에서는 더 이상 이용하지 않는다. 여러 연구에서 지혈대 검사는 뎅기열에 대해 진단적 가치가 낮으며, 신뢰할 만한 진단을 위해서는 다른 검사와 조합하여 판단해야 한다고 밝혔다.